# Alan Mendonça
Alan George Félix Mendonça (Fortaleza, 18 de abril de 1977) é escritor, letrista, dramaturgo, arte-educador, editor e produtor cultural brasileiro.

## Biografia
Alan Mendonça nasceu em Fortaleza, Ceará, sendo considerado filho de Russas, cidade onde cresceu e se fez artista. Graduado em Letras e Mestre em Linguística Aplicada pela UECE, é Especialista em Arte e Educação pelo IFCE e em Gestão Cultural pela UFC. Foi diretor artístico de discos, espetáculos, feiras, mostras, encontros e festivais, e coordenou o Café Literário na XII Bienal Internacional do Livro do Ceará.

## Carreira
Iniciou sua carreira de escritor em 2004, com a publicação do livro de poemas Varandas. Em 2006, publicou Angústias, álcool e cheiro de cigarro; em 2011, A desmedula da seta; em 2015, De peixes e aquários, livro que ganhou destaque na obra do escritor Dércio Braúna, Sociedade dos Poetas Vivos. O autor seguiu com a publicação de poemas: em 2017, lançou a obra O silêncio possível; em 2018, O cinema dos fósseis, que inspirou o documentário No olho do peixe virado pedra, exibido online no Cineteatro São Luiz, em 2020. Em 2020, lançou Biografia geral da rua única, um livro de poemas que biografa a cidade cearense Russas e, em 2021, publicou Fortaleza Cantada – um diálogo lítero-musical sobre a cidade, analisando letras de músicas que falam sobre a cidade de Fortaleza, além do livro de poemas Manual das estradas em dias suspensos, em coautoria com Roberta Laena. 
Das obras coletivas, destacam-se Cinco inscrições na imortalidade, escrito com Bruno Paulino, Dércio Braúna, Renato Pessoa e o vencedor do Prêmio Jabuti, Mailson Furtado, lançado em 2018, e Eu desvalorizei as paredes, lançado em 2020.
Na dramaturgia, escreveu 12 espetáculos, com destaque para O auto da repartição das almas (2004), A casa das mulheres da lua (2006) e Boi Mansinho e a Santa Cruz do Deserto, encenado pelo Grupo Clariô de Teatro, que está concorrendo ao prêmio APCA 2023. 
Como letrista, é autor de muitas composições , sendo parceiro de nomes como Liduíno Pitombeira, Nonato Luiz, Rogério Franco, Edmar Gonçalves, Isaac Cândido, Edinho Vilas Boas, Calé Alencar, Pingo de Fortaleza, Aparecida Silvino e Joyce Custódio.
Em 2007, teve uma peça para orquestra e coro executada pela OSESP (Orquestra Sinfônica do Estado de São Paulo), parceria com Liduíno Pitombeira. A peça foi encomendada pela própria OSESP para a abertura do 38º Festival de Campos do Jordão, São Paulo. 
Em 2010, concluiu, com Liduíno Pitombeira, um ciclo de canções sobre os signos do zodíaco encomendado pelo Concert Artist Program da Kean University, em New Jersey (EUA). Essa obra foi estreada ainda em 2010 pelos músicos da Kean University.
Também em 2010, participou da idealização e da produção do CD Bora!, obra coletiva dos compositores, músicos e intérpretes envolvidos no Movimento Bora!, projeto do Instituto Ceará Autoral Criativo, com atuação marcante no cenário artístico da cidade de  Fortaleza entre os anos de 2010 a 2012.
Entre 2007 e 2017, dirigiu e produziu o Selo Musical Radiadora Cultural, que lançou artistas cearenses. Em 2017, lançou a Editora Radiadora, que já conta com mais de 30 títulos de autores e autoras cearenses em seu catálogo.

## Premiações
Já recebeu vários destaques pela sua obra literária e musical:
- 1° lugar em poesia moderna no 10° Concurso Carioca de Poesias (2004)
- Prêmio Martins Filho da Academia Cearense de Letras (2005)
- Prêmio Criação Literária da Secretaria de Cultura do Estado do Ceará (2009)
- 1° lugar no Festival SESI de Música (2010)
- 3º lugar no Festival Cariri da Canção (2011)
- 1º lugar no Prêmio Ideal Clube de Literaratura (2022)[25]